# Turfe

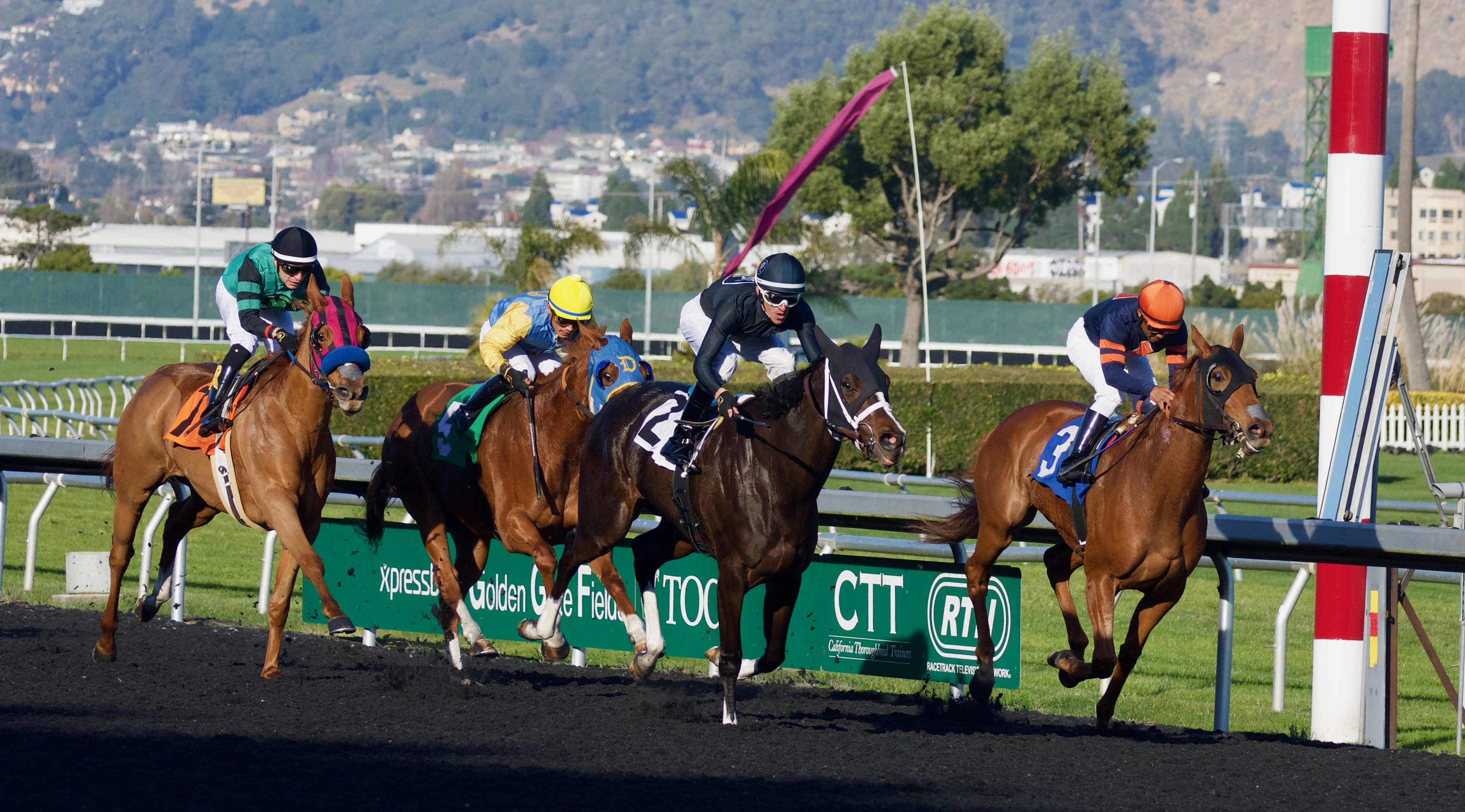
Corrida de cavalos em Golden Gate Fields, em 2017.

Cavalo em corrida.

Turfe é o esporte que promove e incentiva corridas de cavalos. Em sua forma mais difundida, teve origem no Reino Unido e é hoje um dos esportes mais tradicionais. Envolve o treinamento do cavalo, competição em diferentes modalidade e apostas nas corridas.

## História do turfe

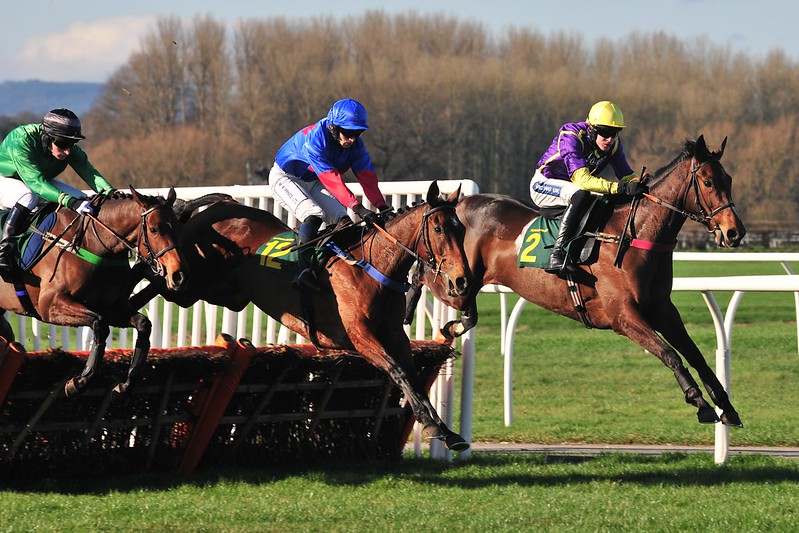
Cavalos de corrida correndo com barreiras em Bangor.

O turfe, da forma em que é conhecido hoje, surgiu na Inglaterra, por volta do século XVII.[carece de fontes?] Para as competições foram sendo selecionados cavalos com aptidão para corridas, incluindo animais trazidos do norte da África das raças berbere e árabe, que eram comprados ou tomados em batalhas.[carece de fontes?] Cruzados com os melhores cavalos europeus, surgiu o cavalo puro sangue inglês de corrida, que praticamente domina a atividade turfística.[carece de fontes?]
A palavra turfe vem do inglês “turf”, que designava os primeiros eventos de corrida de cavalos.[carece de fontes?]
Hoje, na Inglaterra, a palavra turf ainda designa coloquialmente a corrida de cavalos e atrai multidões de espectadores.
Ao Brasil o esporte chegou em meados do século XIX.[carece de fontes?]

## Entidades de turfe no Brasil

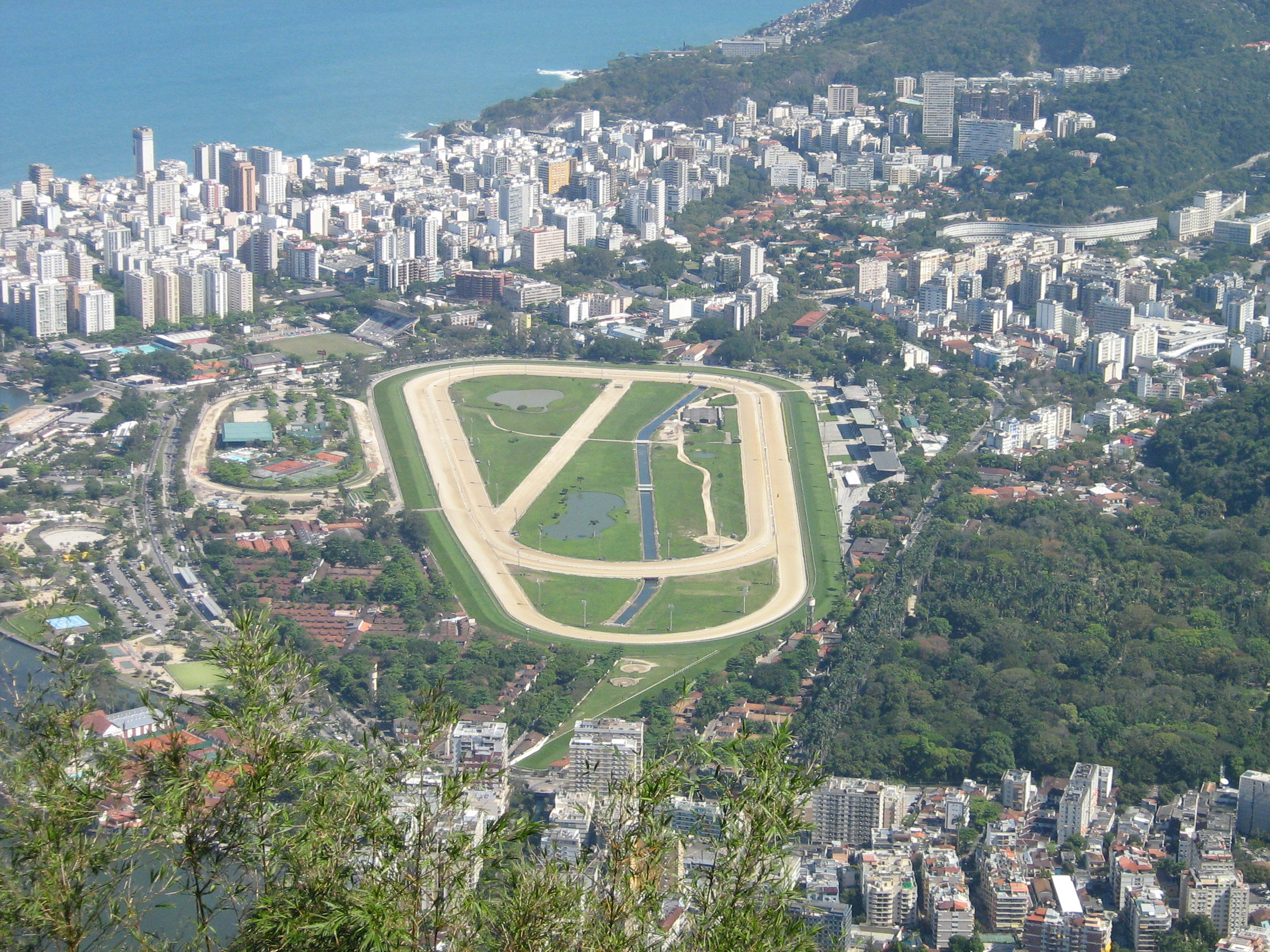
Hipódromo da Gávea no Rio de Janeiro.

A promoção de corridas de cavalos e venda de apostas em território brasileiro é regida por lei federal.
As principais entidades de turfe no Brasil que organizam reuniões com periodicidade semanal, dentro de um calendário oficial, constituídas de vários páreos em que competem apenas thoroughbreds em hipódromos de volta fechada (pista ovalada) são:
- Jockey Club Brasileiro/ Hipódromo da Gávea, (Rio de Janeiro)
- Jockey Club de São Paulo/ Hipódromo de Cidade Jardim, (São Paulo)
- Jockey Club do Rio Grande do Sul / Hipódromo do Cristal, (Porto Alegre)
- Jockey Club do Paraná / Hipódromo do Tarumã, (Curitiba)

Existem ainda diversas outras sociedades turfísticas, que organizam corridas de cavalos em hipódromos de volta fechada (pista ovalada), como:
- Derby Clube Sobralense / Hipódromo Edmilson Moreira ou Hipódromo Sobralense, (Sobral)
- Jockey Club Cearense / Hipódromo de Aquiraz, (Aquiraz)
- Jockey Club de Pernambuco / Hipódromo da Madalena, (Recife)
- Jóquei Clube de Goiás / Hipódromo Ubirajara Ramos Caiado ou Hipódromo da Lagoinha, (Goiânia)
- Jockey Club de Cachoeira do Sul / Hipódromo do Amorim, (Cachoeira do Sul)
- Jockey Club de Pelotas /Hipódromo da Tablada, (Pelotas)

As principais entidades turfísticas do Brasil que promovem apenas corridas em pista de traçado reto (cancha reta) utilizando para velocidade o quarto de milha e o thoroughbred, são:
- «Jockey Club de Sorocaba». (Sorocaba) ,
- Jockey Club Carazinhense (Carazinho).

Há ainda diversas outras sociedades turfísticas que organizam corridas de cancha reta, como: Jockey Club de Santiago, Associação dos Amigos do Parque, Jockey Club Fazenda Rio Grande, Jockey Club Raia das Palmeiras.

## Hipódromos

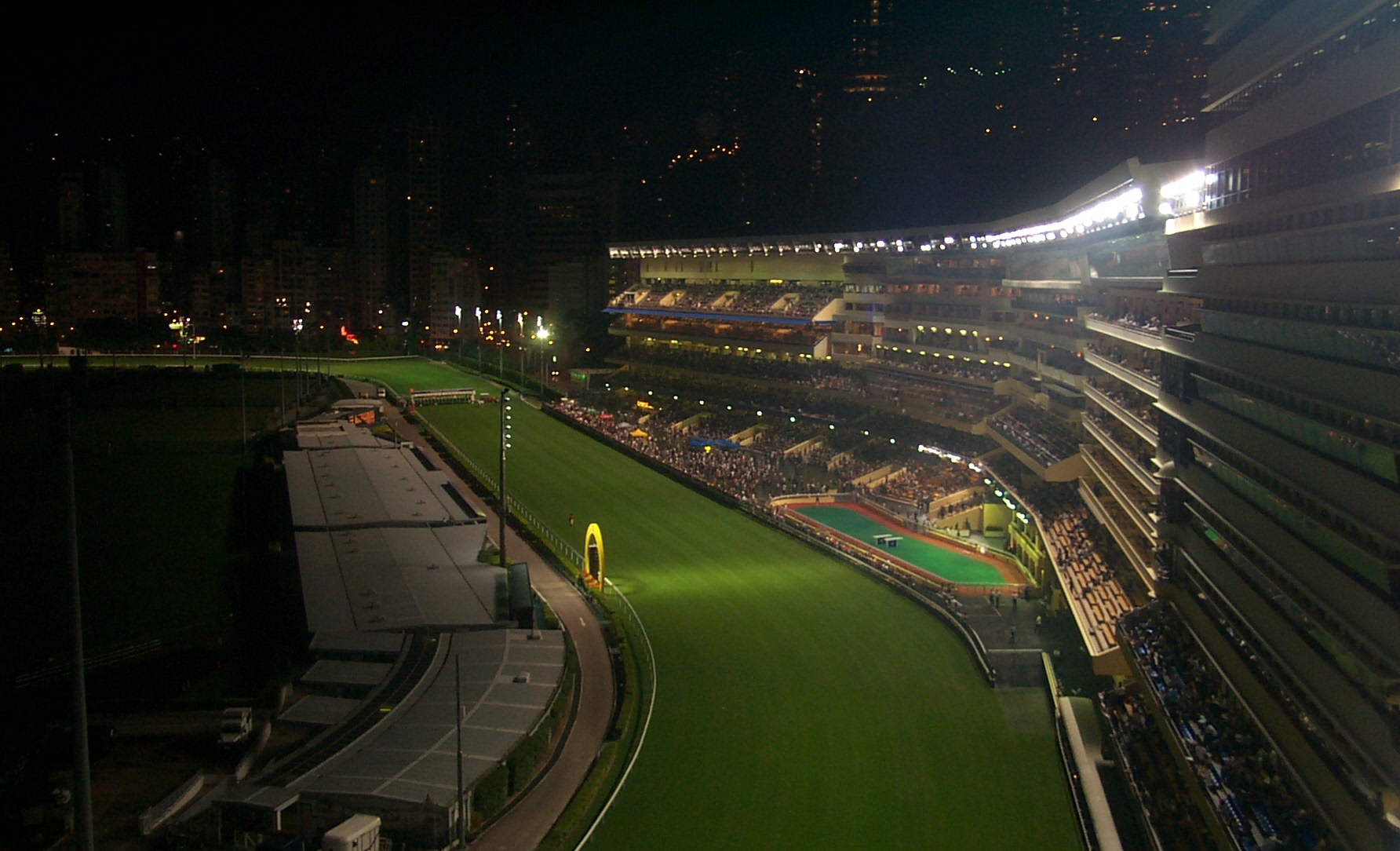
Hipódromo em noite de corridas.

Os Jockey Clubs desenvolvem sua corridas em locais denominados hipódromos. Os hipódromos organizados são constituídos por pistas de corridas, de areia ou grama, e pavilhões.
A pista pode ser em volta fechada (com curvas e retas), ou em traçado reto (cancha reta)
A pista  em circuito fechado  em geral tem o perímetro ovalado, e menos frequentemente, tendendo a um triângulo com atenuação dos ângulos, com seu percurso medindo geralmente entre 1500 e 2000 metros. Pode conter obstáculos a serem transpostos pelos animais em corridas especiais (não existentes no Brasil). O perímetro da pista envolve uma área central gramada denominada bacia.
A pista em traçado reto ou cancha reta é bastante frequente na áreas rurais e atende pequenas sociedades. Sua extensão mede entre 300 e 500 metros na maioria das vezes.
Quanto aos pavilhões, podem ser destinados ao público aficcionado em geral (pavilhões populares e especiais), aos sócios (pavilhão social) e aos profissionais do turfe (pavilhão paddock).

## O programa turfístico
Cada corrida é chamada páreo. Uma reunião turfística é composta por vários páreos, com intervalos entre eles, quando são efetuadas as apostas. Os páreos grosso modo, podem ser comuns ou clássicos. Os comuns selecionam as inscrições por idade e número de vitórias dos animais. Os clássicos são as principais provas, e entre eles, destacam-se os Grandes Prêmios. As provas máximas de cada entidade turfística são os Grandes Prêmios, disputados com calendário tradicionalmente definido.

## A partida
A largada de uma corrida de cavalos é um dos momentos mais importantes, pela possibilidade de haver algum acidente ou prejuízo por retardo de algum animal. A responsabilidade da largada é de um executor, o starter, que aciona o mecanismo que permite os cavalos progredirem na pista.
Embora alguns filmes mostrem a largada com um tiro de pistola para cima, na largada tradicional é usado o "box" (como é conhecido) ou o "starting gate"; nele cada cavalo tem seu espaço, com uma porta atrás e uma na frente e, na hora da partida, os cavalos vão para dentro do "box", são fechadas as portas (da frente e de trás) e já pode ser dada a partida, na partida toda as portas são abertas simultaneamente e a corrida começa.

## As corridas

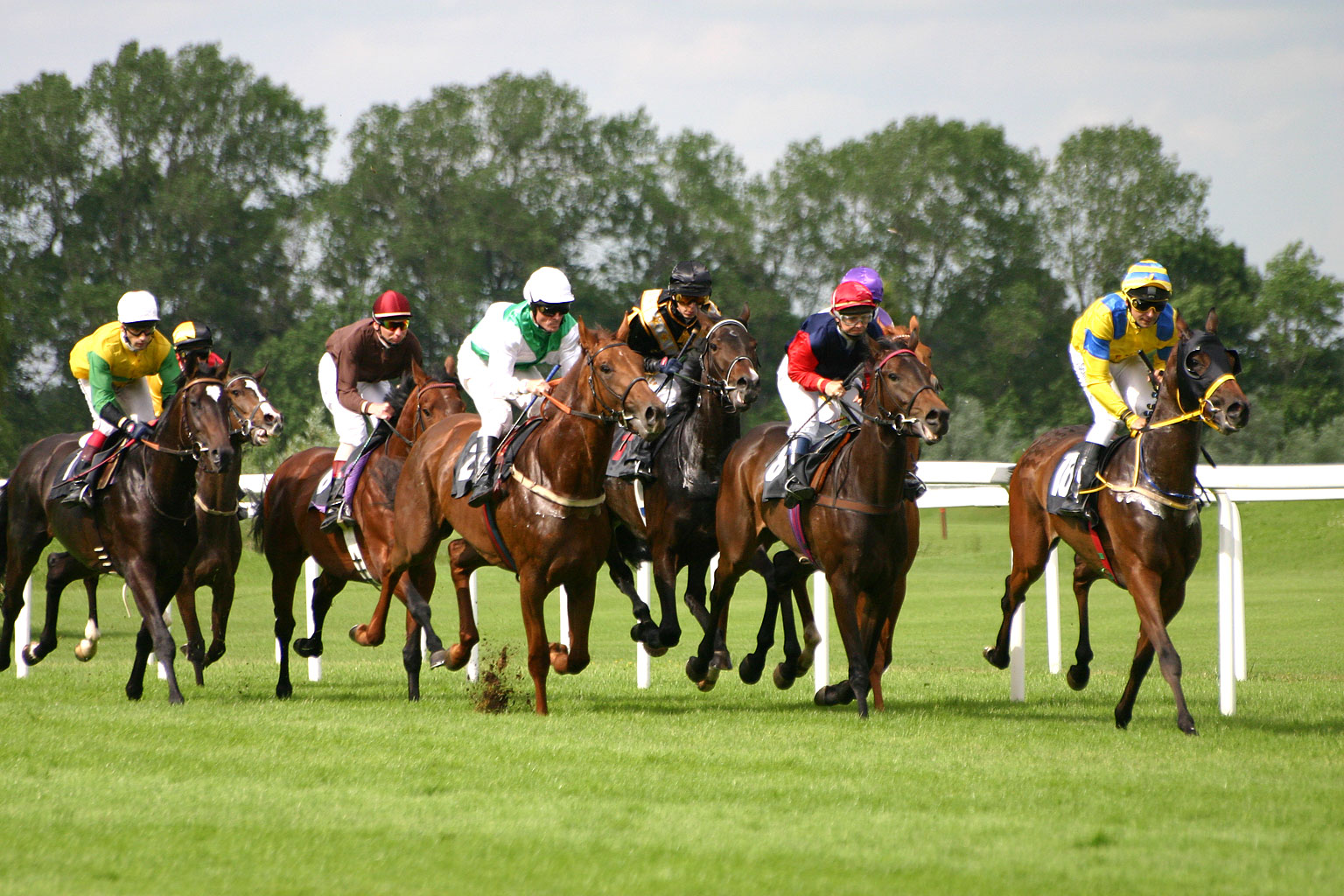
Corrida plana a galope, left handed.

Os cavalos podem correr montados por jóqueis - corrida a galope - ou atrelados a uma aranha ou charrete (harness racing) - corridas de trote (menos comuns no Brasil).
As corridas podem ocorrer em linha reta (seja em simples canchas retas no meio rural)  ou com traçado de forma ovalada, ou triangular, como em sofisticados hipódromos nas grandes cidades.
Nos percursos fechados o sentido do deslocamento dos animais varia nos diversos hipódromos, sendo o sentido horário left-handed -(o mesmo dos ponteiros do relógio), o mais frequente; mas também há corridas right-handed, no sentido anti-horário (ao contrário dos ponteiros do relógio). Na Inglaterra  é utilizado o sentido horário ("english style"). Nos EUA e no Brasil é mais utilizado o sentido anti-horário ("american style").

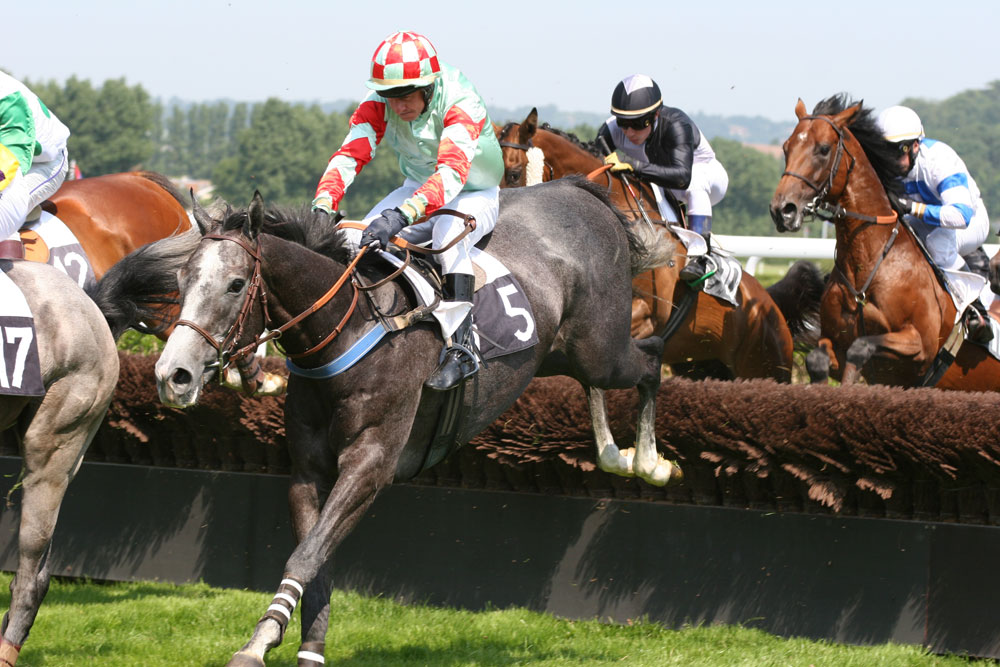
Corrida a galope com obstáculos, right handed.

O percurso pode ser plano ou com obstáculos, chamada steeplechase, menos frequente.
As distâncias  dos percursos variam nas competições, mas situam-se na maioria das vezes entre 400 metros, nas canchas retas, até 4000 metros em provas especiais, denominadas Grandes Prêmios.
As distâncias mais habitualmente percorridas são: 1000 metros para os cavalos mais velozes (sprinters); 1600 para os animais chamados milheiros (1609 metros=uma milha); e  2400 (milha e meia) para competidores mais resistentes (fundistas).
O cavalo de corrida atinge uma velocidade acima de 60 km/h.

## Modalidades de apostas
O apostador brasileiro está assegurado sob um Plano Geral de Apostas, através de uma lei federal que regula apostas em cavalos, e em 2023 uma nova medida provisória (MP) foi aprovada pelo presidente Luiz Inácio Lula da Silva que prevê mudanças para a maneira que as apostas são regulamentadas, mas por hora os apostadores brasileiros podem divertir-se sem preocupações.
Existem várias possibilidades de apostas em corridas de cavalo,sendo as mais tradicionais:
- Vencedor: também conhecida como ponta ou aposta simples, é a aposta direta no cavalo vencedor.
- Placê: vale se o cavalo apostado chegar em primeiro ou segundo lugar.
- Dupla: o apostador deve selecionar dois cavalos, sendo que um deles deve chegar em primeiro e o outro em segundo lugar, independente da ordem.
- Exata: também conhecida como dupla-exata, consiste em acertar o primeiro e o segundo colocados na ordem correta de chegada.
- Trifeta: são os três primeiros colocados na ordem correta. Pode-se fazer apostas simples (um cavalo para primeiro, outro para segundo e mais um para terceiro) ou combinadas (quantas inversões quiser).
- Quadrifeta: são os quatro primeiros colocados na ordem correta. Pode-se fazer apostas simples (um cavalo para primeiro, segundo, terceiro e quarto lugares) ou combinadas (quantas inversões quiser).

Pule ou poule é o nome popular do boleto (bilhete) de aposta. É importante ficar atento sempre às chances ou odds de cada cavalo, pois eles representam o potencial de ganho da sua aposta, podendo sem decimal, fração ou americana.

### Remates e paradas
Remate, como aposta, é uma modalidade tradicional, muito utilizada no meio rural em que é leiloado o direito de apostar em cada competidor. Pode ser formal ou informal.
Parada, como aposta, é o contrato verbal entre 2 ou mais pessoas, cada uma escolhendo um ou mais competidores. Em geral é uma aposta não formal.

## Premiação aos vencedores

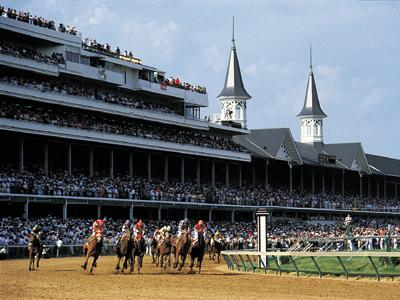
O Kentucky Derby no hipódromo de Churchill Downs é um dos mais prestigiados eventos de turfe.

Cada páreo, à parte das apostas, tem uma premiação em dinheiro ao proprietário do vencedor e dos mais bem colocados. Além do proprietário, nos centros de corrida organizados, também recebe uma dotação em dinheiro o jóquei, criador e o treinador. Em páreos especiais e grandes prêmios, o proprietário do animal pode também, ao lado do prêmio em dinheiro, receber um troféu.

## Vigilância veterinária

### Exame veterinário
Imediatamente antes da prova os cavalos passam por revisão veterinária, são pesados e verificados seus batimentos cardíacos e temperatura corporal.

### Exame antidoping
Os cavalos são submetidos ao exame antidoping. Na maioria dos hipódromos o uso de furosemida e fenilbutazona (Butazolidina) (ver doses em medicamentos veterinários) apenas são permitidas para animais com três anos ou mais idade.
Os exames são realizados após a corrida. Na maioria dos hipódromos modernos são examinados o primeiro e segundo colocados, podendo haver sorteio de um terceiro animal.

## Termos e informações do programa turfístico

### Situações especiais
- Antolhos: Duas abas que impedem que o cavalo olhe para os lados durante a corrida. Utilizada em animais que tem dificuldade de manter o foco na corrida e por exemplo esperam um cavalo mas lento ou fazem manhas para ultrapassar um outro animal que esteja ao seu lado. Seu uso deve ser informado antes da inscrição.
- Ferrageamento: Tipo de ferradura utilizada: alumínio, filete e ferro. Quando utilizarem agarradeiras (no Brasil, só é permitida nos posteriores) nas ferraduras para melhorar a aderência ao solo, devem ser informadas. Na grama o cavalo também pode correr desferrado, o que geralmente aumenta o seu rendimento, mas também pode comprometer os cascos do animal.
- Forfaits: Cavalos retirados do páreo, com antecedência por decisão do proprietário ou no exame prévio à corrida, pelo veterinário.
- Fenil-butazona (Butazolidina): anti-inflamatório. Se o cavalo está utilizando em tratamento deve ser informada. Não é permitida na maioria dos hipódromos.
- Furosemida: diurético, atua na prevenção da síndrome da hemorragia pulmonar induzida pelo exercício em cavalos de corrida, que se manifesta por epistaxe durante a corrida. Seu uso deve ser informado.
- Roseta: Uma roda com pontas de um lado, que é presa ao bridão, usado em cavalos que tem dificuldade de correr em linha reta, ou de fazer a curva. Seu uso deve ser informado antes da corrida.
- Arminho:  Uma espécie de espuma colocada sobre o focinho do cavalo.Serve para cavalos que correm com cabeça baixa demais e ou se assustam com facilidade (poças de água, folhas, etc.) por olhar  diretamente para o chao. Seu uso deve ser informado antes da corrida.

### Outros termos do programa turfístico
- Stud: Escuderia, geralmente composta por dois ou mais sócios que detém a propriedade do animal. Mas a propriedade também pode ser individual, figurando o nome do proprietário.
- Haras: No programa haras se refere ao estabelecimento que criou o cavalo. O haras pode também ser o proprietário do animal (produto reservado, que não é posto a venda).

## O ciclo do turfe
Inicia com a criação de cavalos de corrida em estabelecimentos rurais denominados haras. O primeiro passo é a escolha dos reprodutores e elaboração dos cruzamentos  por estudos genéticos. No haras se processam a gestação e desenvolvimento do potro, até que esteja em idade em ir aos leilões, passando a novo proprietário, ou sendo reservado pelo seu criador.
O destino seguinte é a vila hípica dos hipódromos, onde o potro, depois de adestrado, recebe o treinamento final e adaptação as exigências das competições. É abrigado em uma cocheira sob a responsabilidade de um treinador, que detém a infra-estrutura física e de pessoal de apoio (ferreiros, escovadores, veterinários, tosadores, fornecedores de ração) para o preparo do animal. Na preparação final, é montado por um jóquei que o exercita diariamente. Então vem as competições, nas quais disputam dotações e fama.
O puro sangue inglês corre a partir dos dois anos de idade até
6, 7 ou, excepcionalmente,até dez anos. O animal pesa entre 380 a 550 quilos, porém os bons corredores, excluídas as exceções, não são nem muito pequenos nem muito avantajados em tamanho. Em corrida o cavalo carrega entre 50 a 60 quilos correspondentes ao peso do joquei e arreiamento.
Os cavalos (machos) bem sucedidos nas pistas, após o encerramento de sua atividade como corredores são levados para serem reprodutores (garanhões). Entre as éguas, a seleção por aptidão é menos rígida  e a maioria é destinada à reprodução após as pistas.
Nos pavilhões dos hipódromos, nos dias de corrida, efetuam-se apostas, por aficcionados, não envolvidos com a  criação, propriedade ou preparo do animal.
Os hipódromos têm uma estrutura administrativa, que mantém a praça de esportes e estão vinculados às respectivas entidades turfísticas (Jockey Clubs).
Embora a atividade de criação seja tradicionalmente exercida por pessoas de classes abastadas, pelos altíssimos custos que requer, as apostas são efetuadas por turfistas de todas as classes, mesmo com pequenas quantias. A atividade além de esporte e diversão tem relevância como atividade econômica e social, pelo elevado número de pessoas que envolve.

## O turfe como negócio
A importação e exportação de corredores cria um mercado bastante ativo em que circulam quantias elevadas de dinheiro. O Brasil, hoje, recebe apreciável renda em divisas,[carece de fontes?] pois é um grande exportador de cavalos de corrida. Tem como principais mercados os Estados Unidos, a África do Sul, o Uruguai e o emirado de Dubai.